# Balanescu Quartet
Balanescu Quartet, Londonbaserad stråkkvartett, centrerad kring den rumänske violinisten Alexander Balanescu.

## Biografi
Kvartetten, bildad 1987, inriktar sig på nutida musik, i synnerhet samtida anglosaxiska kompositörer som Michael Nyman, Gavin Bryars, Kevin Volans och Michael Torke. Alexander Balanescu har även bidragit till kvartettens repertoar med egna verk.
Gruppen verkar också i gränslandet mellan konst- och populärmusik, och har samarbetat med artister som Kate Bush, Pet Shop Boys, Spiritualized samt David Byrne. På skivan Possessed från 1992 framför gruppen Kraftwerk-låtar i stråkkvartettarrangemang.
Medlemmar vid 25-årsjubileet 2013 var förutom Alexander Bălănescu, James Shenton (violin), Helen Kamminga (altfiol) och Nick Holland (cello).

## Kuriosa
Låten East från skivan Luminitza används som vinjett i SVT:s program Uppdrag granskning.

## Diskografi
(ej komplett)

### Utgivet av Balanescu Quartet
- Possessed (1992, musik av Kraftwerk, Alexander Balanescu och David Byrne)
- Luminitza (1994, musik av Alexander Balanescu och Clare Connors)
- Angels & Insects (1995, soundtrack, musik av Alexander Balanescu)
- East meets East (1997, musik av Sakamoto, Takahashi, Hosono) Tillsammans med Yellow Magic Orchestra
- Maria T (2005, musik av Alexander Balanescu och Klaus Obermaier)

### Medverkan på skivor utgivna av andra
- Michael Nyman: String Quartets 1-3 (1991)
- David Byrne, Robert Moran, John Lurie och Michael Torke: Byrne/Moran/Lurie/Torke. Balanescu Quartet (1992)
- Michael Mantler: Folly Seeing all This (1993)
- Raymond Boni: Le trajet ou le peuple temoin (1992/1994)
- Kevin Volans: String Quartets no 2 & 3 (1994)
- Peter Gordon: Still Life and the Deadman (1994)
- Gavin Bryars: The Last Days (1995)
- Rabih Abou-Khalil: Arabian Waltz (1996)
- John Harle: Terror and Magnificence (1996)
- Spiritualized: Ladies and Gentlemen we are Floating in Space (1997)